# Supreme Court (Neuseeland)

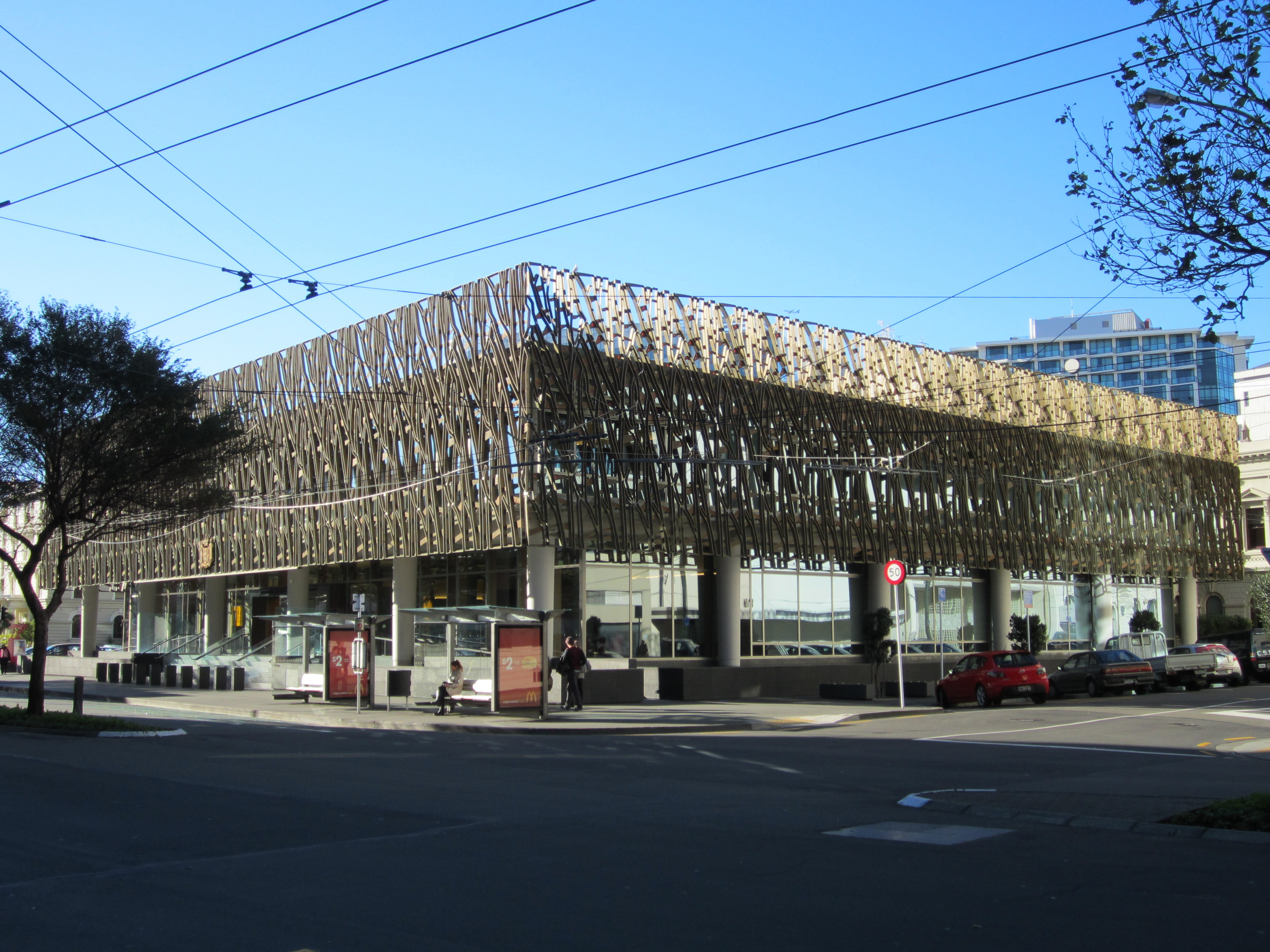
Supreme Court in Wellington

Der Supreme Court ist das oberste Gericht und letzte Berufungsinstanz Neuseelands. Es nahm am 1. Januar 2004 mit Sitz in Wellington seine Arbeit auf.

## Rolle und Struktur des Gerichtes
Das Gericht wurde gebildet, um deutlich zu machen, dass Neuseeland eine eigenständige und unabhängige Nation darstellt, mit einer eigenen Geschichte, eigenen Traditionen und einem eigenständigen Rechtssystem mit Bezug auf den Vertrag von Waitangi. Als oberste Instanz hat der Supreme Court die Aufgabe, durch seine Rechtsprechung die allgemeine Stimmigkeit des neuseeländischen Rechtssystems zu bewahren. Revisionsanträge an das Gericht werden geprüft und werden nur zugelassen, wenn sie im Interesse der Gerechtigkeit liegen. Der Supreme Court besteht aus fünf Richtern, die weiterhin auch als Richter am High Court tätig sind. Wenn die Zahl von fünf permanent zuständigen Richtern nicht zustande kommen kann, kann das Gericht auch pensionierte Richter bis zu einem Alter von 75 Jahren berufen.

## Geschichte
Im Dezember 1841 wurde der damalige Supreme Court als höchste Gerichtsinstanz auf dem Boden der Kolonie Neuseeland gegründet. Er hatte die Funktion eines High Court. Die Aufgabe des obersten Gerichts für Neuseeland wurde zu Zeiten seiner Kolonialisierung jedoch vom Judicial Committee of the Privy Council in London übernommen. Das Komitee, das 1833 gegründet wurde, war für Berufungsverfahren des Zivil- und Strafrechts, aus den britischen Kolonien kommend, zuständig. Nach der Gründung des Court of Appeal im Jahr 1862 in Neuseeland, wurden Berufungsverfahren in Neuseeland abgewickelt. Als oberste und letzte gerichtliche Instanz blieb das Judicial Committee in London für Neuseeland aber weiterhin bestehen. Damit blieb für die meisten Neuseeländer schon aus finanziellen Gründen der Gang zum höchsten Gericht verwehrt.
Den Wunsch, sich vom Judicial Committee of the Privy Council zu lösen und ein eigenes oberstes Gericht in Neuseeland zu installieren, hatte schon Robert Stout, damals Chief Justice (1899–1926) und später Premierminister Neuseelands. 1978 wurde diese Frage durch den Bericht der Royal Commission on the Courts (Königlichen Kommission für die Gerichte) erneut aufgeworfen.
1980 wurde der damalige Supreme Court in „High Court“ umbenannt. Damit war der Name frei für eine neue oberste unabhängige Gerichtsinstanz des Landes.
Im Jahre 1996 brachte eine Regierungskoalition der New Zealand National Party und von New Zealand First den New Zealand Courts Structures Bill in das New Zealand House of Representatives ein, das diesen jedoch verwarf. Erst die Regierungskoalition von New Zealand Labour Party und Alliance entwarf ein Gesetz, das unter dem Namen Supreme Court Act 2003 vom neuseeländischen Parlament verabschiedet wurde und am 1. Januar 2004 in Kraft trat. Am 1. Juli 2004 nahm das Gericht erste Berufungsanträge an.